# Vyšné Ladičkovce
Vyšné Ladičkovce es un municipio del distrito de Humenné en la región de Prešov, Eslovaquia, con una población estimada a final del año 2024 de 180 habitantes.
Se encuentra ubicado al sureste de la región, cerca de los ríos Cirocha y Laborec (cuenca hidrográfica del río Tisza) y de la frontera con la región de Košice.

## Demografía
| Año        | 1994 | 2004    | 2014     | 2024     |
| ---------- | ---- | ------- | -------- | -------- |
| Población  | 262  | 236     | 206      | 180      |
| Diferencia |      | −9,92 % | −12,71 % | −12,62 % |

| Año        | 2023 | 2024    |
| ---------- | ---- | ------- |
| Población  | 184  | 180     |
| Diferencia |      | −2,17 % |